# Grande-Bretagne aux Jeux paralympiques d'été de 2016
Le Royaume-Uni de Grande-Bretagne et d'Irlande du Nord participe sous le nom de « Grande-Bretagne » aux Jeux paralympiques d'été de 2016 à Rio de Janeiro. Il s'agit de la seizième participation de ce pays aux Jeux paralympiques d'été : les Britanniques ont été présents à toutes les éditions des Jeux.

## Historique, et nom de l'équipe
Le Royaume-Uni a constamment été l'une des grandes puissances sportives aux Jeux paralympiques d'été, se classant toujours deuxième ou troisième sur le tableau des médailles depuis les premiers Jeux en 1960 - sauf en 1976 et 1980, où il termine cinquième. 
Pour des raisons historiques, le Royaume-Uni utilise le nom « Grande-Bretagne et Irlande du Nord », généralement abrégé en « Grande-Bretagne » (ou Team GB), aux Jeux paralympiques et olympiques. Le code GBR est utilisé aux Jeux olympiques depuis 1896. Des athlètes nord-irlandais font néanmoins partie de la délégation britannique, en tant que citoyens du Royaume-Uni. L'« équipe GB » peut également inclure des athlètes de l'île de Man, des îles Anglo-Normandes, des îles Malouines et de Gibraltar, territoires qui ne font partie ni de la Grande-Bretagne, ni du Royaume-Uni.

## Résultats
L'équipe britannique termine une nouvelle fois deuxième au classement des médailles, derrière la Chine et devant l'Ukraine, avec cent-quarente-sept médailles dont soixante-quatre en or. C'est le deuxième meilleur résultat de leur histoire, après les soixante-cinq médailles d'or obtenues lors des Jeux d'été de 1988 à Séoul. Parmi les performances particulièrement remarquées, Kadeena Cox monte sur le podium dans deux disciplines sportives différentes : elle obtient l'or en cyclisme sur piste, mais aussi une médaille d'or, une d'argent et une de bronze en athlétisme. De son côté, avec ses trois médailles d'or en cyclisme, Sarah Storey atteint un total de quatorze titres paralympiques au cours de sa carrière, devenant la femme britannique la plus titrée de l'histoire des Jeux (seul le nageur Mike Kenny ayant remporté plus de médailles d'or qu'elle).